# 요한 프리드리히 파프
요한 프리드리히 파프(독일어: Johann Friedrich Pfaff IPA: [ˈjoːhan ˈfʀiːdʀɪç pfaf], 라틴어: Iōannēs Friderīcus Pfaff 요아네스 프리데리쿠스 파프[*], 1765년 12월 22일 ~ 1825년 4월 21일)는 독일의 수학자이다. 카를 프리드리히 가우스의 스승이다.

## 생애

### 유년
1765년 12월 22일 슈투트가르트에서 7형제 가운데 차남으로 태어났다. 파프 가문은 뷔르템베르크 선거후령의 공무원을 많이 배출하였다. 아버지 부르크하르트 파프(독일어: Burkhard Pfaff, 1738~1817)는 뷔르템베르크 선거후령의 재무부 장관이었으며, 어머니 마리아 마그달레나(독일어: Maria Magdalena, 1742~1783)는 뷔르템베르크 선거후령의 재무부 공무원의 딸이었다. 파프의 동생 가운데 6남 크리스티안 하인리히 파프(독일어: Christian Heinrich Pfaff, 1773~1852)는 의학·물리학·화학을 연구하였으며, 막내 요한 빌헬름 안드레아스 파프(독일어: Johann Wilhelm Andreas Pfaff, 1774~1835) 또한 수학자가 되었다.
9세부터 슈투트가르트의 공무원 학교를 다녔다. 이 학교에서 수학 교과는 별로 좋지 못했으나, 파프는 레온하르트 오일러의 저작을 독학으로 공부하였다. 1785년 가을에 학교를 졸업하였다.
이후 뷔르템베르크 공작 카를 오이겐(독일어: Karl Eugen, 1728~1793)의 추천을 받아, 1785년부터 괴팅겐 대학교에서 2년 동안 아브라함 고트헬프 케스트너 아래 수학을 공부하였다. 1787년 여름부터 1년 동안 베를린 훔볼트 대학교에서 요한 엘레르트 보데 아래 천문학을 공부하였다. 1788년 봄에는 빈 대학교 및 다른 여러 대학들을 방문하였다.

### 성년
1788년 헬름슈테트 대학교(독일어: Universität Helmstedt)의 교수가 되었다. 1798년에 카를 프리드리히 가우스가 헬름슈타트 대학교로 전학하였으며, 파프의 강의를 수강하였다. 파프는 젊은 가우스의 재능을 알아보았으며, 가우스의 박사 학위 논문을 추천하였으며, 여러 방면으로 가우스를 도왔다. 이 밖에도 파프는 아우구스트 페르디난트 뫼비우스와 카를 몰바이데를 지도하였다.
1803년에 카롤리네 브란트(독일어: Caroline Brand)와 결혼하였다.

### 말년
1810년 헬름슈테트 대학교가 폐교되자 할레 대학교로 옮겨 여생을 보냈다. 1815년에 〈1차 다변수 상미분 방정식의 완전 적분에 대한 일반적 방법〉이라는 제목의 논문을 발표하였다. 이 논문은 상미분 방정식의 이론에 훗날 큰 영향을 끼쳤으나, 당시 학계는 그 중요성을 알아차리지 못했다.
1825년 4월 21일 할레에서 사망하였다.

## 저서
- Pfaff, Johann Friedrich (1788). 《Verſuch einer neuen Summationsmethode : nebſt andern damit zusammenhängenden analytiſchen Bemerkungen》 (독일어). 베를린: Bei Chriſtian Friedrich Himburg.
- Pfaff, Ioannes Fridericus (1797). 《Disqvisitiones analyticae maxime ad calcvlvm integralem et doctrinam seriervm pertinentes》 (라틴어). 헬름슈테트: C. G. Fleckeisen.
  - 《적분과 급수의 계산에 대한 해석적 탐구》

## 같이 보기
- 파피안

## 참고 문헌
- Reich, Karin. 〈Miszellen zu Leben und Werk des Mathematikers Johann Friedrich Pfaff (22.12.1765 – 21.4.1825)〉.   Demidov, Sergei S.; Rowe, David; Folkerts, Menso; Scriba, Christoph J. 《Amphora. Festschrift für Hans Wussing zu seinem 65. Geburtstag》 (독일어). Birkhäuser. 551–595쪽. doi:10.1007/978-3-0348-8599-7_26. ISBN 978-3-0348-9696-2.